# NGC 800
NGC 800 ist eine Spiralgalaxie vom Hubble-Typ Sc im Sternbild Walfisch südlich der Ekliptik. Sie ist rund 266 Millionen Lichtjahre von der Milchstraße entfernt und hat einen Durchmesser von etwa 80.000 Lj. Gemeinsam mit NGC 799 bildet sie das gravitativ gebundenes Galaxienpaar Holm 54 oder KPG 52.

Das Objekt wurde am 9. Oktober 1885 von dem US-amerikanischen Astronomen Lewis Swift mit einem 41-cm-Teleskop entdeckt.